# Fernando Checa Cremades
Fernando Checa Cremades (ur. 1952 w Madrycie) – hiszpański historyk sztuki, specjalista w dziedzinie XVII-wiecznego malarstwa barokowego oraz relacji monarchii hiszpańskiej ze sztuką.
Kurator licznych wystaw, dyrektor Muzeum Prado w latach 1996–2001. Laureat literackiej nagrody Premio Nacional de Historia de España (1993) przyznawanej przez hiszpańskie Ministerstwo Kultury.

## Publikacje
- Pintura y escultura del renacimiento en España (1983)
- Carlos V y la imagen del héroe en el renacimiento (1987)
- La imagen impresa en el renacimiento y el manierismo (1. część tomu XXXI kolekcji «Summa Artis», 1987)
- Felipe II, mecenas de las artes (1992)
- Tiziano y la monarquía hispánica. Usos y funciones de la pintura veneciana en España. Siglos XVI y XVII (1994)
- Las maravillas de Felipe II (1998)
- Carlos V. La imagen del poder en el renacimiento (2000)
- El emperador Carlos V, a caballo, en Mühlberg, de Tiziano (2002)